# Agüedo Point
Der Agüedo Point (englisch; spanisch Punta Agüedo) ist eine Landspitze an der Nordküste von Greenwich Island im Archipel der Südlichen Shetlandinseln. Sie liegt südlich von Dee Island und markiert die westliche Begrenzung der Einfahrt zur Guayaquil Bay.
Chilenische Wissenschaftler benannten sie 1998. Das UK Antarctic Place-Names Committee übertrug diese Benennung 2005 ins Englische.